# Heteropsis passandava
Heteropsis passandava is een vlinder uit de familie van de Nymphalidae, uit de onderfamilie van de Satyrinae. De soort is voor het eerst wetenschappelijk beschreven als Erebia passandava door Christopher Ward in een publicatie uit 1871.
De soort komt voor in de bossen van Madagaskar.